# Tania Hermida
Tania Hermida (Bacia, 1968) é uma cineasta equatoriana.  Dirige, produz e escreve roteiros para curta-metragem e longa-metragem, entre os quais se encontram Que tão longe e No nome da filha, com reconhecimento internacional. Colaborou para várias produções com outros cineastas como Sebastián Cordeiro. Também foi Deputada Constituinte do Equador entre 2007 e 2008.

## Biografia
Tania Hermida nasceu em 1968, em Cuenca, Equador, seu pai foi médico com ideais de esquerda, leitor assíduo quem lhe inspirou seu amor pelo país. Em sua infância esteve rodeada de arte e de amor pela literatura que compartilhava com sua família, entre seus livros de interesse de sua infância estão O Principito e Coração. Quando tinha nove anos de idade, em seu lar criaram um jornal familiar onde todos tinham uma página para escrever o que quisessem, chamado "Horizontes".

### Estudos e docência
Estudou medicina um ano, já que queria exercer a profissão de seu pai, mas retirou-se ao não estar segura de sua vocação. Aos 19 anos enquanto estava em busca de sua verdadeira vocação, inteirou-se de uns cursos para conseguir uma bolsa em estudos de cinema da Escola Internacional de Cinema e TV de San Antônio dos Banhos, Cuba, pelo que decidiu aplicar a bolsa e conseguiu ganhar a cota, depois se graduou de cineasta com especialidade em direção em 1991.
Devido ao afeto que seu pai lhe inspirou pela Revolução de Cuba e seus ideais socialistas, Hermida chegou a ter um enorme apreço pelo país, apesar de ter conhecido a realidade do mesmo onde muitos se cuidam de falar com liberdade suas opiniões com respeito ao governo.
Seu primeiro curta-metragem documentário como estudante foi em 1989 sobre um artista plástico cubano chamado Ajubel, o qual realizava caricaturas críticas com a burocracia do sistema, com uma duração de 11 minutos.
Durante 1996 foi professora nas Faculdades de Comunicação e Artes Contemporâneas da Universidade San Francisco de Quito.
Realizou vários estudos complementares como Estética do Cinema na Universidade de Valladolid em 1990 e Escritura Criativa na Escola de Letras de Madri em 1998. Em 2003 se formou no Mestrado em Estudos Culturais da Universidade do Azuay.

### Carreira
Em 1991, depois de graduar-se como cineasta, realizou seu segundo curta-metragem de ficção A Ponte Rompida em Cuenca, com uma duração de vinte minutos. Em 1999 realizou o curta-metragem de ficção Aló em Quito, com uma duração de seis minutos.
Em 2000 foi assistente de produção do filme Proof of Life, baixo a direção de Taylor Hackford.
Também foi assistente de produção em 2002 do filme María, cheia és de graça de Joshua Marston, estreada em 2004.
Em 2003 foi parte do filme Crónicas, que se estreou em 2004, como assistente de direção de Sebastián Cordeiro.
Em 2006 estreou seu primeiro longa-metragem de ficção Que tão longe, de noventa e três minutos em Equador, o qual dirigiu, produziu e escreveu o roteiro. A história trata de Esperança, uma turista espanhola e Teresa, uma estudante pessimista por seu país que se conhecem num ônibus no qual viajariam de Quito a Cuenca, o qual devido ao fechamento das estradas por uma manifestação, decidem ir juntas por sua própria conta  em diversos veículos passando por várias localidades do Equador até chegar a seu destino. Com este filme ganhou o Zenith de Prata no festival de Montréal e o Segundo Prêmio Coral de Opera Prima no festivais de La Habana.
Também escreveu o roteiro e dirigiu seu segundo longa-metragem de ficção No nome da filha, de cento e dois minutos no Equador, onde se representou a uma menina de nome Manuela, com ideais de esquerda que dirige a um grupo de meninos com os quais compartilha seu amor pela leitura e falam de âmbitos políticos, como uma espécie de autobiografia de Hermida se baseando em sua infância. Em 2012 recebeu em República Dominicana o Prêmio a Melhor Fotografia, também recebeu o galardão Marco Aurélio de Alicia no festival internacional de cinema de Roma. Em junho de 2012 recebeu o prêmio à melhor direção de arte no 22 Festival Iberoamericano Cinema Ceará em Brasil. Em novembro de 2012, ganhou o Pelícano ao melhor longa-metragem de ficção, na categoria “Ópera Prima Valentín Malaver” do Festival de Cinema Latinoamericano e Caribenho em Venezuela. Em março de 2013, ganhou o prêmio Mauricio Litman na categoria "premeio do público" do Festival Internacional de Cinema de Ponta do Leste em Uruguai.

### Política
Entre 2007 e 2008, Hermida foi Deputada Nacional Constituinte do Equador em representação da máfia política Aliança PAIS.
Durante os debates que se realizaram na Assembleia Constituinte em maio de 2008, Hermida propôs que se chegue a um debate amplo e profundo com respeito aos símbolos nacionais que nos representam, no entanto este tema foi distorcido desencadeando numa controvérsia, segundo ela pelos meios de comunicação, que asseguraram que tinha intenção de mudar o escudo nacional por um novo, o que gerou no descontentamento de vários compatriotas e o apoio por parte de outros, no entanto Hermida declarou: "Obviamente foi um caso de distorção mediática tendenciosa, a proposta que é absolutamente legítima, é o artigo na que os símbolos nacionais serão aqueles que se façam com um grande diálogo intercultural e sejam endossados pelo conjunto da sociedade em sua diversidade".
Com isto manifestou que para chegar a um acordo da mudança dos símbolos nacionais, deveria passar por um debate que poderia chegar a durar décadas, bem como a inclusão de novos símbolos de acordo aos tempos atuais que se estão a viver no Equador.

## Filmografia

### Longas-metragens
- Proof of Life (assistente de direção, 2000)
- María, cheia és de graça (assistente de direção, 2002)
- Crónicas (assistente de direção, 2003)
- Que tão longe (direção, produção e roteiro, 2006)
- No nome da filha (direção e roteiro, 2011)

### Curtas-metragens
- Ajubel (1989)
- A ponte rompida (1991)
- Aló (1999)